# Illice xanthospila
Illice xanthospila là một loài bướm đêm thuộc phân họ Arctiinae, họ Erebidae.